# Строптивая девчонка
«Строптивая девчонка» (исп. Niñas Mal, досл. Плохие девчонки) — фильм 2007 года режиссёра Фернандо Саринана.

## Сюжет
Плохое поведение строптивой 18-летней Аделы не давало отцу баллотироваться в мэры Мехико, поэтому он отправил её учиться в школу домохозяек и хороших манер Маки Риверы. В школе Адела заводит себе подруг и весело проводит время.

## В ролях
| Актёр                                            | Роль                 |
| ------------------------------------------------ | -------------------- |
| Марта Игареда (Martha Higareda)                  | Адела Леон           |
| Камила Соди (Camila Sodi)                        | Пиа                  |
| Химена Сариньяна (Ximena Sariñana)               | Валентина            |
| Мария Аура (María Aura)                          | Марибель             |
| Бланка Герра (Blanca Guerra)                     | Мака Рибера          |
| Алехандра Адаме (Alejandra Adame)                | Эйди                 |
| Даниэль Берланга (Daniel Berlanga)               | Эмильяно             |
| Виктор Гонсалес (Víctor González)                | Кике ван дер Линде   |
| Рафаэль Санчес Наварро (Rafael Sánchez Navarro)  | Мартин Леон          |
| Марио Перес де Альба (Mario Pérez de Alba)       | Хулио Мера           |
| Роберто д’Амико (Roberto D’Amico)                | Энрике ван дер Линде |
| Сайде Сильвия Гутьеррес (Zaide Silvia Gutiérrez) | Фина                 |
| Диана Гольден                                    | мама Пии             |